# Monte Kosciuszko
Il monte Kosciuszko o Tar-Gan-Gil, nel Nuovo Galles del Sud (2.228 m s.l.m.), è la montagna più alta dell'Australia e dell'Oceania continentale.

## Geografia
Situato nella catena montuosa dei monti Nevosi, all'interno del parco nazionale Kosciuszko,
è la montagna più alta dell'Australia continentale (2.228 m s.l.m.).
Tuttavia il Mawson Peak sull'isola di Heard, con i suoi 2.745 m, e le tre vette dei Dome Argus (4.093 m), monte McClintock (3.492 m) e monte Menzies (3.355 m), tutte e tre situate nel Territorio Antartico Australiano, sono le montagne più alte di tutti i territori australiani.

## Ascensioni
È ragionevole pensare che i primi a salire alla cima del Kosciuszko sian stati gli aborigeni australiani, prima dell'arrivo degli europei in Australia. 
La prima scalata documentata fu conclusa dall'esploratore polacco Paweł Edmund Strzelecki nel 1840, il quale ha dato alla montagna il nome del generale Tadeusz Kościuszko, eroe nazionale del suo paese natale.

## Controversie sulla denominazione
Come per l'Ayers Rock e il Monte Olga, ridenominati rispettivamente Uluru e Kata Tjuta, per rispetto nei confronti della toponomastica precedente alla colonizzazione europea, anche per il Monte Kosciuszko è stato proposto il ripristino ufficiale, accanto al nome attuale, del nome aborigeno Tar-Gan-Gil, che deriva dal nome di una falena tipica del luogo, la Agrotis infusa, o di altri nomi aborigeni sinonimi. Sotto la pressione degli australiani di origine polacca, che sostenevano che la montagna avrebbe di fatto perso la sua originalità e per rispettare la volontà del primo europeo a raggiungere la vetta, l'idea fu respinta.
Successive misurazioni hanno mostrato che la vetta che prese ufficialmente il nome di Monte Kosciusko, era in realtà più bassa di quella situata pochi chilometri più a sud, il Monte Townsend. Per questo motivo, nel 1909, il dipartimento territoriale del Nuovo Galles del Sud decise di invertire i toponimi delle due cime, preferendo mantenere il nome di Monte Kosciusko per la più alta.
Il nome della montagna era stato anglicizzato in "Kosciusko", ma l'ortografia "Kosciuszko" (più vicina alla grafia originale polacca "Kościuszko") è stata adottata ufficialmente nel 1997 dall'Ufficio Toponomastico Geografico del Nuovo Galles del Sud.